# Le Boullay-Thierry

Le Boullay-Thierry este o comună în departamentul Eure-et-Loir, Franța. În 1 ianuarie 2022 avea o populație de 585 de locuitori.